# ヴァレリアン・バクラゼ
ヴァレリアン・ミナエヴィチ（ミナス・ゼ）・バクラゼ（ロシア語: Валериан Минаевич Бакрадзе、グルジア語: ვალერიან მინას ძე ბაქრაძე、1901年9月18日 - 1971年4月3日）は、グルジア・ソビエト社会主義共和国の政治家。

## 生涯
1901年9月18日、ロシア帝国クタイス県セヴァ (ka) で、チアトゥラのマンガン鉱山で働く父と、貧しい農婦の母との間に生まれた。8歳から3年間だけ村の学校に通い、11歳から自活して働き始めた。1911年にはチフリス楽器工場で、翌1912年から1921年までチフリスで働き、同年2月の赤軍のグルジア侵攻に際しては赤軍の側に付いてカヘティとヘヴスレティで戦った。同年に赤軍第11軍騎兵旅団のボリシェヴィキ組織に加盟し、1923年2月にはグルジア共産党中央委員会の指令に基づいてドゥシェティ郡 (ru) で反革命勢力の掃討を主導。翌1924年の反革命八月蜂起の鎮圧も指導した。
同年末に一時モスクワへ赴き、グルジア社会主義ソビエト共和国に帰還した後もバザレティとドゥシェティの党組織で活動を続けた。グルジア共産党中央委煽動・大衆宣伝部部長にもなり、1924年には党ムフラニ地区委書記、1926年にはドゥシェティ委責任書記、1928年から翌1929年8月までは中央委農村部教官、1930年までカヘティ地区委書記を務めている。地区の解体後は1930年から翌1931年まで再度モスクワで全連邦共産党中央委附属マルクス・レーニン主義コース、次いで党史コースに学んだ。
1934年6月4日から翌1935年1月5日まではチフリス市ソビエト執行委議長、1934年12月30日から1937年7月までグルジア共産党中央委第二書記、1942年から翌1943年までザカフカース戦線第46軍事ソビエトメンバー、1937年7月から1946年12月までグルジア共和国人民委員会議および閣僚会議議長、同月から1952年4月6日まで副議長、1947年から1954年4月6日まで食品産業相、同日から翌1953年4月15日まで閣僚会議第一副議長、同日から9月21日まで再度議長を歴任。その他にも連邦共産党ザカフカース地方委メンバー、第1期から第3期までの連邦最高会議代議員、連邦共産党第18回・第19回大会出席者、第1期から第3期までのグルジア共和国最高会議代議員、全グルジア中央執行委幹部会メンバー、軽工業・食品産業相などを務め、1934年12月30日から1953年9月20日まではグルジア共産党中央委局員、1939年3月21日から1954年3月2日までは連邦共産党中央委員候補でもあった。
1971年4月3日、69歳で死去した。